# Parakamosia
Parakamosia es un género de escarabajos de la familia Buprestidae.

## Especies
- Parakamosia camerunica Thery, 1932
- Parakamosia carnithorax Obenberger, 1924
- Parakamosia margotana Novak, 1988
- Parakamosia muehlei Novak, 1988
- Parakamosia parva Bellamy, 1986
- Parakamosia zophera Bellamy, 1986
- Parakamosia zoufali Obenberger, 1924